# Gonolobus condurango
Gonolobus condurango (synoniem: Marsdenia condurango) is algemeen bekend als Cundurango of Condurango. Het is een plant die op de hellingen van de Andes, Zuid-Amerika (Ecuador, Peru en Colombia) op grote hoogten van 2000-3000 m voorkomt.
Ze wordt ongeveer 9 m hoog en produceert fluweelachtige hartvormige bladeren en kleine trechtervormige groenachtige bruine bloemen. Condurango verdiend zijn lokale naam, adelaarswijnstok aan de grote condors die vaak deze stevige wijnstok als zitstokken gebruiken.

## Geneeskunde
Het deel van condurango dat wordt gebruikt zijn de droge schors van de takken en van de boomstam. Condurango bevat glycosiden en steroïden, onder meer condurangine: een giftige gele glucoside, aesculitine en coffeïne.
Condurango wordt gebruikt voor een verscheidenheid van spijsverterings- en maagproblemen. Het helpt de spijsvertering om de secretie van spijsverteringssappen te verhogen. Condurango wordt ook gebruikt als bloedstelpend middel. Men dacht vroeger ook dat de plant een werking tegen kanker had, maar dit bleek niet waar te zijn. Van condurango kan een thee worden gemaakt, en er kan ook een geneeskrachtige wijn van worden gemaakt. Dit gebeurt door 50 tot 100 gram van verpletterde condurango aan een liter wijn toe te voegen. Deze wijn wordt ook verkocht om de eetlust op te wekken. Condurango wordt ook gebruikt als bitterstof in dranken. Verder vertoont condurango anti-inflammatoire en antioxiderende eigenschappen in dierlijke studies. In reageerbuisstudies, bleek het hoogst actief te zijn tegen de mycobacterie die tuberculose veroorzaakt. Personen met een latexallergie kunnen allergische reacties vertonen bij inwendig gebruik van condurangobereidingen, doordat de schors rubber bevat.